# Ивановское (Медновское сельское поселение)
Ива́новское — деревня в Калининском районе Тверской области. Относится к Медновскому сельскому поселению.

## География
Расположена на левом берегу реки Шостка, в 18 км к югу от села Медное, к западу от города Тверь.
Рядом, за рекой, находятся деревни Игрище и Харитоново.

## История
Село Ивановское когда-то было центром огромной вотчины князя Ивана Дорогобужского, одного из потомков тверских князей. В конце XV века здесь была основана церковь, вероятно, по имени князя Ивана пошло и название села. Род Дорогобужских по мужской линии прекратился в середине XVI века, но село и вотчина не отошли ни к какому монастырю, а были розданы разным помещикам. Владельцами села стали в начале XVII века помещики Шишковы. После этого село именовалось с уточнением
Ивановское Шишковых, так как в Тверском уезде были другие одноимённые сёла.
Во второй половине XIX — начале XX века село центр прихода Кумординской волости Тверского уезда, и имело в 1886 году 67 дворов, 367 жителей.
В 1940 году деревня Ивановское центр сельсовета в составе Медновского района Калининской области.
В 1970-80-е годы входила в состав совхоза «Октябрьский». В 1998 году — 16 хозяйств, 35 жителей.

## Население
| 1859 | 1886 | 1997 | 2002 | 2010 |
| ---- | ---- | ---- | ---- | ---- |
| 260  | ↗367 | ↘35  | ↘20  | ↗29  |

## Достопримечательности
В деревне расположена действующая Церковь Усекновения главы Иоанна Предтечи (1882).